# 瓦尔德马·蒂特根斯
瓦尔德马·蒂特根斯（德語：Waldemar Tietgens，1879年3月26日—1917年7月28日），德国男子赛艇运动员。他曾代表德国参加1900年夏季奥林匹克运动会赛艇比赛，获得男子四人单桨有舵手金牌。